# Henry Lascelles (2e comte de Harewood)
Pour les articles homonymes, voir Lascelles.
Henry Lascelles, 2e comte de Harewood, né le 25 décembre 1767 et mort le 24 novembre 1841, est un comte de la pairie du Royaume-Uni.

## Biographie
Henry Lascelles, second comte de Harewood, est né le 25 décembre 1767 à Stapleton dans le Yorkshire. Il est le deuxième fils d'Edward Lascelles, premier comte de Harewood (1740-1820) et de sa femme Anne (décédée en 1805), fille de William Chaloner. Il est un descendant d'Henry Lascelles (baptisé en 1690 et mort en 1753).

## Famille
Lord Harewood épouse Henrietta Sebright (d. 15 février 1840), fille de John Sebright (6e baronnet), le 3 septembre 1794. Ils ont eu onze enfants :
- Edward Lascelles, vicomte Lascelles (18 juillet 1796 – 7 décembre 1839), marié à Ann Elizabeth Rosser, puis à Philippine Munster, mort sans descendance.
- Henry Lascelles (11 juin 1797–22 février 1857)
- William Lascelles (29 octobre 1798 – 2 juillet 1851)
- Edwin Lascelles (1799 – 25 avril 1865), mort célibataire.
- Francis Lascelles (12 février 1801 - 2 février 1814)
- Lady Harriet Lascelles (19 juin 1802 - 1er janvier 1889), mariée à George Holroyd (2e comte de Sheffield).
- Frederick Lascelles (1803-13 octobre 1823)
- Lady Frances Anne Lascelles (2 juin 1804 - 7 décembre 1855), mariée à John Thomas Hope, fils de Alexander Hope.
- Arthur Lascelles (23 janvier 1807 – 19 juillet 1880), marié à Caroline Frances Brooke, fille de Richard Brooke (en).
- Lady Emma Lascelles (16 mars 1809- 8 février 1865), mariée à Edward Portman (1er vicomte Portman).
- Lady Louisa Lascelles (10 septembre 1812 – 10 mars 1886), mariée à George Henry Cavendish.